# إيوثيميوس الخامس
البطريرك إيوثيميوس الخامس
بطريرك أنطاكية وسائر المشرق للروم الأرثوذكس وخليفة بطرس وبولس لكنيسة أنطاكية الأرثوذكسية بين عامي (1792 - 1813).